# Tolullah Oni

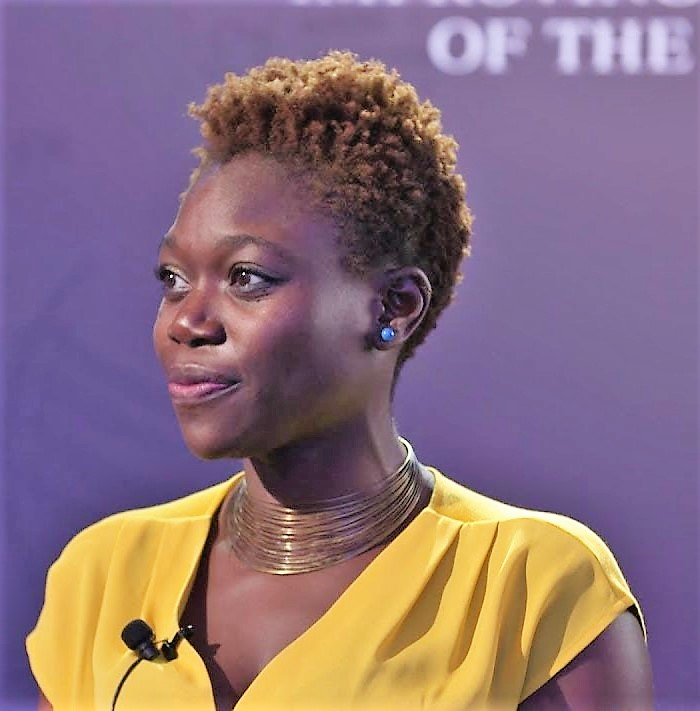
Tolullah Oni beim Weltwirtschaftsforum (2018)

Tolullah „Tolu“ Oni (geboren 1980 in Lagos) ist eine nigerianische Epidemiologin und klinische Wissenschaftlerin im Bereich Public Health und Nachhaltige Urbane Entwicklung am Medical Research Council der University of Cambridge, England.

## Leben und Karriere
Die letzten Jahre ihrer Schulausbildung verbrachte Tolullah Oni in London, wo sie im Anschluss zunächst Medizin und später internationale Gesundheit am University College London studierte. Sie schloss das Studium 2001 mit einem Bachelor ab. Nach ihrem Abschluss arbeitete sie als Ärztin in Großbritannien und Australien und begann sich gegen HIV zu engagieren. 2006 wechselte sie an die Universität Kapstadt, an der sie einen Master of Science in Epidemiologie erhielt. Dort setzte sie ihre Arbeit mit AIDS-Patienten fort und befasste sich mit der Diagnostik von Tuberkulose. 2012 promovierte sie mit einer Arbeit unter dem Titel Clinical epidemiology of HIV associated tuberculosis in Khayelitsha, a South African township an der Medizinischen Fakultät des Imperial College in London. Sie schloss am College of Public Health Medicine eine Zusatzausbildung im Sektor Public Health an.

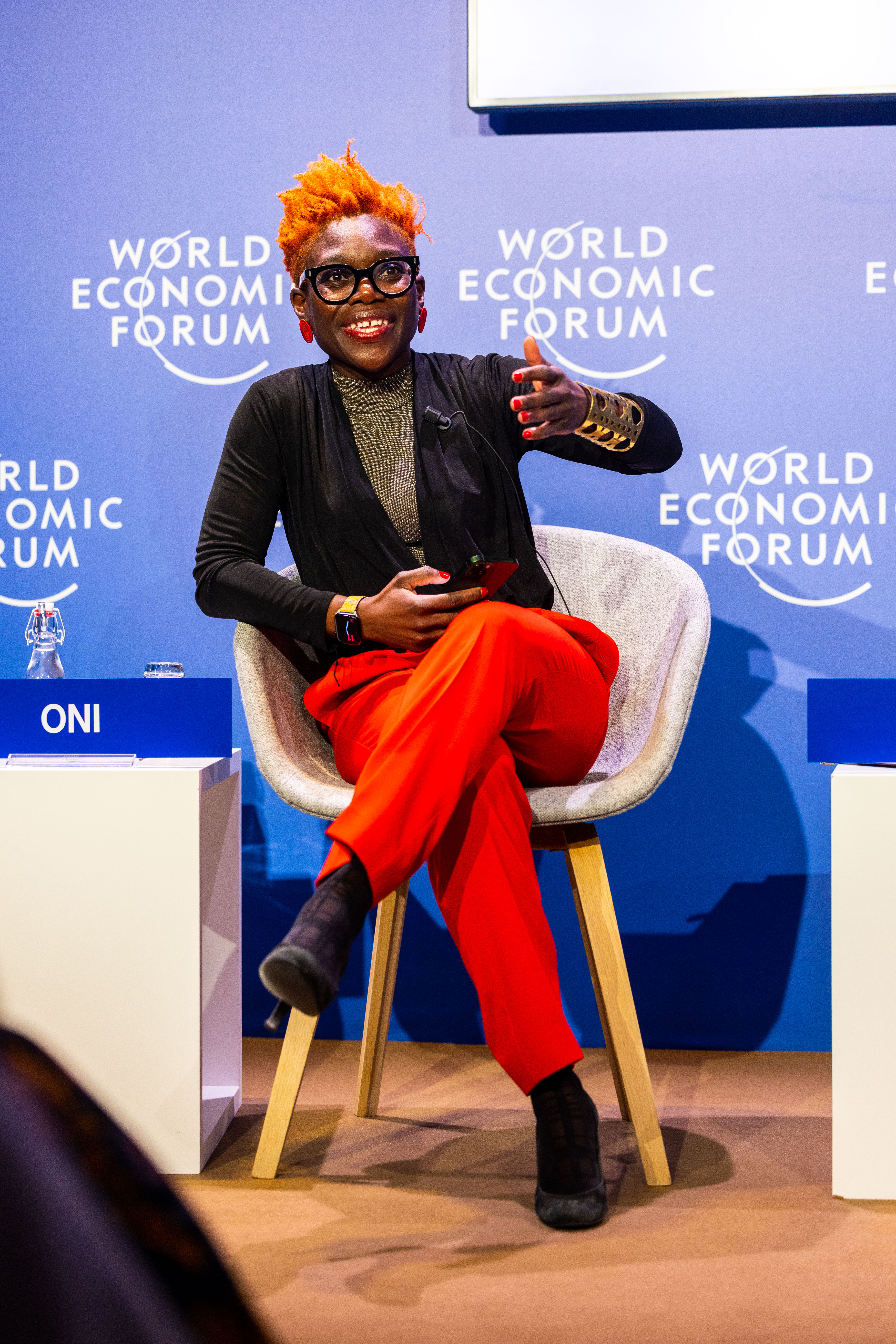
Tolu Oni beim Weltwirtschaftsforum (2023)

Seit 2013 ist sie Mitglied der South African Young Academy of Science (SAYAS). Im Jahr 2015 war sie Fellow des Next Einstein Forums, 2017 und 2018 Iso Lomso Fellow am Stellenbosch Institute for Advanced Study in Kapstadt, 2019 Elected Fellow der African Academy of Sciences und im Jahr 2020 am Wolfson College (Cambridge). 2019 wurde sie als Young Global Leader beim Weltwirtschaftsforum ausgezeichnet.
Von 2014 bis 2016 war sie Dozentin an der School of Public Health and Family Medicine der Universität Kapstadt und von 2016 bis 2018 Associate Professor. 2018 bis 2023 schloss sich dort eine Honorarprofessur an. Seit 2021 bis Oktober 2023 war sie daneben Klinische Forschungsdirektorin und Clinical Senior Research Associate an der University of Cambridge. Seit 2022 ist sie als Clinical Professor of Global Public Health and Sustainable Urban Development, also klinische Wissenschaftlerin im Bereich Globaler Öffentlicher Gesundheit und Nachhaltige Urbane Entwicklung an der Universität Cambridge tätig. Dort leitet sie mit dem GDAR-Netzwerk (Global Diet and Activity Research Group) ein vom National Institute for Health and Care Research in Cambridge finanziertes Konsortium zu urbanen und umweltbedingten Faktoren von Ernährung und körperlicher Aktivität, das Forschungsteams aus Südafrika, Kenia, Kamerun, Jamaika und Haiti zusammenbringt. Außerdem ist sie seit 2022 bis 2025 außerordentliche Professorin und Lehrstuhlinhaberin der School of Architecture, Faculty of Engineering and the Built Environment an der Universität Pretoria.
Tolullah Oni beteiligt sich in den Beratungsgremien für Future Earth und der Forschungsplattform African Academy of Science. Außerdem fungiert sie als Redakteurin für mehrere wissenschaftliche Journale, wie The Lancet Planetary Health, Cities and Health und The Journal of Urban Health. Sie ist Mitglied des Royal College of Physicians.

## Forschungsschwerpunkte
Tolullah Oni engagiert sich für nachhaltige Stadtentwicklung. Sie untersucht die Zusammenhänge zwischen chronischen und nicht-chronischen Infektionen sowie den Einfluss des sozio-ökonomischen Umfelds und des individuellen körperlichen Zustands auf die Gesundheit der Menschen in städtischen Regionen. In diesem Kontext erforscht sie unter anderem, welchen Einfluss schnell fortschreitende Urbanisierung, Übergewicht und Ernährung auf den Verlauf infektiöser Krankheiten wie Tuberkulose und AIDS haben. Sie untersucht Möglichkeiten, die Interessen von Wissenschaft, Politik und gesellschaftlichen Akteuren koordiniert untereinander so zu vermitteln, dass langfristige Strategien identifiziert werden können, die helfen, den komplexen Herausforderungen im Bereich Öffentlicher Gesundheit – insbesondere in schnell wachsenden Städten – zu begegnen. Im Rahmen ihrer Forschungstätigkeit in Südafrika gründete sie die interdisziplinäre Forschungsinitiative Research Initiative for Cities Health and Equity (RICHE), die das Ziel hat, Gesundheitsstrategien für solche schnell wachsenden Städte zu entwickeln und umzusetzen.

## Publikationen (Auswahl)
- mit Dominique J. Pepper und Robert J. Wilkinson: HIV–TB Drug Interactions. In: Stefan H. E. Kaufmann und Bruce D. Walker (Hrsg.): AIDS and Tuberculosis: A Deadly Liaison. Wiley-Blackwell, Hoboken 2009, ISBN 978-3-527-62791-2, S. 123–154.
- mit Hannah P. Gideon, Nonzwakazi Bangani, Relebohile Tsekela, Ronnett Seldon, Kathryn Wood, Katalin A. Wilkinson, Rene T. Goliath, Tom H. M. Ottenhoff, Robert J. Wilkinson: Risk Factors Associated with Indeterminate Gamma Interferon Responses in the Assessment of Latent Tuberculosis Infection in a High-Incidence. In: Clinical and Vaccine Immunology. Band 19. Nummer 8. 31. Juli 2012. doi:10.1128/CVI.00166-12.
- mit Rodney Ehrlich: Complicated silicotuberculosis in a South African gold miner: A case report. In: American Journal of Industrial Medicine. Band 58. Nummer 6. 27. April 2015, doi:10.1002/ajim.22454, S. 697–701.
- mit Warren Smit, Richard Matzopoulos, Jo Hunter Adams, Michelle Pentecost, Andrea Rother, Zulfah Albertyn, Farzeneh Behroozi, Olufunke Alaba, Mamadou Kaba, Claire van der Westhuizen, Maylene Shung King, Naomi S. Levitt, Susan Parnell, Estelle V. Lambert und anderen RICHE-Mitgliedern: Urban health research in Africa: themes and priority research questions. In: Journal of Urban Health. Band 93. Nummer 4. 16. Mai 2016, doi:10.1007/s11524-016-0050-0, S. 722–730.
- mit John S. Yudkin, Sharon Fonn, Philip Adongo, Margaret Kaseje, Ademola Ajuwon, Lesley Doyal, Leslie London: Global public health starts at home: upstream approaches to global health training. In: Lancet Global Health. Band 7. Nummer 3. März 2019, doi:10.1016/S2214-109X(18)30558-8, E301–E302.
- Future-proofing health and health-proofing the future of cities. In: Nature Medicine. Ausgabe 26. März 2020, https://doi.org/10.1038/s41591-020-0788-5, S. 304.
- mit Taibat Lawanson, Ebele Mogo: The case for community-based approaches to integrated governance of climate change and health: perspectives from Lagos, Nigeria. In: Journal of the British Academy. Band 9. Nummer 7: Climate Change, Public Health and Wellbeing. 14. Oktober 2021, doi:10.5871/jba/009s7.007, S. 7–32.